# 巴尔 (匈牙利)
巴尔，是匈牙利巴兰尼亚州所辖的一个村。总面积9.00平方公里，总人口545，人口密度60.6人/平方公里（2011年1月1日）。